# Football Club Sangiuseppese 2006-2007
Questa pagina raccoglie le informazioni riguardanti il Football Club Sangiuseppese nelle competizioni ufficiali della stagione 2006-2007.

## Risultati

### Serie D

#### Poule scudetto
| 13 maggio 2007 Turno eliminatorio - 1 giornata         | Noicattaro | 0 – 2                | Sangiuseppese |  |
| \| \| \| \| \| \| Marcatori \| 35’, 90+2’ De Cesare \| |            |                      |               |  |
|                                                        |            |                      |               |  |
|                                                        | Marcatori  | 35’, 90+2’ De Cesare |               |  |

| 20 maggio 2007 Turno eliminatorio - 3 giornata                                                                               | Sangiuseppese | 4 – 4                                  | Scafatese |  |
| \| \| \| \| \| De Cesare 10’ Corsale 12’ Varriale 60’ Moxedano 78’ \| Marcatori \| 28’ Marasco 32’ Marzano 55’, 79’ Sarli \| |               |                                        |           |  |
| |               |                                        |           |  |
| De Cesare 10’ Corsale 12’ Varriale 60’ Moxedano 78’                                                                          | Marcatori     | 28’ Marasco 32’ Marzano 55’, 79’ Sarli |           |  |

| 27 maggio 2007 Semifinale - Andata                                                                | Sangiuseppese | 3 – 2                       | Pescina VG |  |
| \| \| \| \| \| De Cesare 22’, 52’ Scognamiglio 37’ \| Marcatori \| 17’ Laboragine 21’ Arcamone \| |               |                             |            |  |
|                                                                                                   |               |                             |            |  |
| De Cesare 22’, 52’ Scognamiglio 37’                                                               | Marcatori     | 17’ Laboragine 21’ Arcamone |            |  |

| 3 giugno 2007 Semifinale - Ritorno                         | Pescina VG | 0 – 3 | Sangiuseppese |  |
| \| \| \| \| \| Arcamone 35’, 70’, 90+2’ \| Marcatori \| \| |            |       |               |  |
|                                                            |            |       |               |  |
| Arcamone 35’, 70’, 90+2’                                   | Marcatori  |       |               |  |

| Arbitro: | Luca Barbeno (Brescia) |

|                                         |           |               |
| 12’, 69’, 74’ Cau 90+2’ (rig.) Farrugia | Marcatori | De Cesare 29’ |